# Sheila Spenser Hooper
Sheila Spenser Hooper, född 1925, död 3 maj 2022, var en brittisk botaniker.
Hooper identifierade och klassificerade över 70 nya arter, mestadels inom familjen halvgräs och utförde omfattande botaniska expeditioner till Indien, Tanzania och Kenya.
Auktorsnamnet S.S.Hooper kan användas för Sheila Spenser Hooper i samband med ett vetenskapligt namn inom botaniken; se Wikipediaartiklar som länkar till auktorsnamnet.

## Publikationer
- 1959, The Genus Dianthus in Central and South Africa. Hooker's icones plantarum.
- 1972, New Taxa, Names and Combinations in Cyperaceae for the 'Flora of West Tropical Africa'. Volym 26 av Kew Bulletin.
- 1985, Notes on Tropical African Sedges: Mariscus, Schoenoplectus & Pycreus. Volym 40 av Kew Bulletin.